# テレマティクス

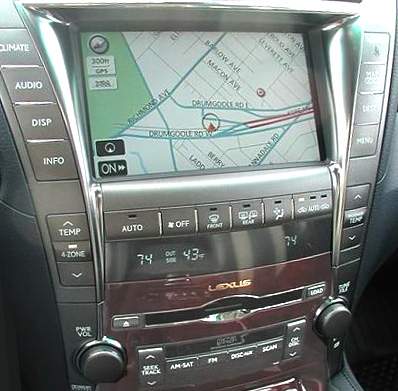
Lexus Gen V navigation system

テレマティクス（英: telematics）とは、移動体に移動体通信システムを利用してサービスを提供することの総称。テレマティクスサービス（英: telematics service）とも呼ぶ。
テレコミュニケーション（telecommunication=電気通信）とインフォマティクス（informatics=情報処理）から作られた造語である。
日本においては、「自動車、輸送車両などへの情報提供サービス」の意味で用いられることもある。運転手が欲する情報をCD-ROMやDVDといった車載の記録媒体から取得するのではなく、双方向通信によって情報提供者から車に情報を送信すると共に、車からも走行情報などを送信する。自動車向けであることを強調する場合は自動車向けテレマティクス（カーテレマティクス）と呼ぶこともある。

## 概要
自動車などにおいて安全・安心機能の実現と、情報配信による利便性の向上を2大目的とする。前者に属するものとしてエアバッグ連動の自動緊急通報機能や車両盗難時の追跡機能、後者に属するものとして、交通情報配信、電子メール、天気予報などがある。 
現時点では、カーナビと連動して天気予報、渋滞情報などを閲覧したり、電子メールをやり取りするなど、あくまでも個別の自動車上での機能しか持っていないが、将来的には高度道路交通システム（ITS）の一端を担うものとして期待されている。
トヨタ自動車はIT事業の一環として1996年頃より業務改善活動として、ディーラーと顧客との接点を構築するという観点から車に通信機を搭載することが検討され始めたが、当時はトヨタ社内でも車をインターネットに接続するコンセプトは理解されなかった。数年が経ち、スマートカーやインテリジェントカーというコンセプトがトヨタ社内にも広まるようになり、2000年にはガズーメディアサービス（現トヨタコネクティッド）が設立されG-BOOKサービスがスタートする。ただし、G-BOOKサービスは「エアバッグが稼働したら救護隊への自動通報を行う」「一定の走行距離を超えたら、ユーザーに点検を促すメールを送信する」といった顧客の安心と安全に向けて働くプル型サービスであり、車と情報センターの常時接続は行われていなかった。
日本の商用テレマティクスの先駆的存在として、2004年にサービスが開始されたいすゞ自動車の「みまもりくん（現・MIMAMORI）」がある。この商品は自社の車以外にも搭載でき、「車」「会社」「荷主」とネットワークで結びエンジンの情報（燃費等）や荷物の到着予定時刻を3者で共有できる。すぐれた点は「改正省エネルギー法」により義務付けられるCO2の排出量等の報告事項を簡単に作成し、荷主や運送事業者に提出できる。
車と情報センターの常時接続を実現した自動車は、コネクテッドカーと呼ばれている。

## 利用例

### テレマティクス保険
テレマティクス保険は、自動車に設置したテレマティクスサービスの端末機から走行距離、運転速度、急発進・急ブレーキといった運転情報の実績を取得し、実績に応じた保険料を算定する保険である。
走行距離が短いと保険料が安くなり、長いと高くなる「走行距離連動型」=PAYD（ペイド）：Pay As Your Driveと、運転速度が抑えられている、急発進、急ブレーキ、急ハンドルなど危険運転につながるような運転を行っていないと保険料が安くなる「運転行動連動型」=PHYD（ファイド）：Pay How Your Driveの2種類がある。
過去の事故歴、違反歴が無いという実績で自動車保険料が下がる制度があるが、「実績」そのものが無い若年層にはこういった自動車保険料の割引は適用されない。過去数年分の実績ではなく、今の実績（先月、先々月といった近い過去の実績）として「事故を起こしづらい優良ドライバー」であるならは保険料が減額になるというPHYD型は公平性があると考える人が多く、テレマティクス保険の加入者が増えている。2016年時点で、アメリカでは約500万人、イギリスでは約50万人の利用者がいると言われる。
1992年からプログレッシブ保険（アメリカ）でテレマティクス保険の研究、実証実験を行っている。プログレッシブ保険では「Autograph」という商品を開発し、1990年代後半から2000年前半にテキサス州で実証実験を行い、走行距離や速度、走行の時間帯といったデータ、走行距離と交通事故のリスクに相関関係があることを明らかにした。
日本においてはPAYD型の保険は2004年にあいおい損害保険（現あいおいニッセイ同和損害保険）がを販売したのが、日本で初めての事例となり、、PHYD型の保険は2018年にトヨタ自動車とあいおいニッセイ同和損害保険が共同で開発し提供したのが日本で初めての事例となる。

### 遠隔管理・監視システム
小松製作所のKOMTRAXや、ゼネラル・エレクトリックのエンジン状態監視システムICEMS（In-flight engine condition monitoring system）が代表例として挙げられる。
建設機器やジェットエンジンの稼働情報を随時送信し、データを蓄積し、分析することで稼働状態の監視や故障の予兆監視を行い、故障が発生する前に保守を行う。消耗品、保守部品の管理計画、保守計画の最適化、故障する前に整備を行うことによって故障を発生させることなく稼働率を上げるといったメリットがある。

### 船舶
長距離の航海においては、航行距離が多少伸びても波が穏やかな海域を進んだほうが燃費効率が良い。航海する時間、距離、天候による波の状況、船舶のエンジンの稼働情報などのデータを各船舶から送信し、他の船舶からの情報や気象観測衛星からの情報を照合し、最適な航路を選択することで、燃料のコスト削減につなげられる。